# Csallány Gábor
Csallány Gábor (Tamási, 1871. május 10. – Budapest, 1945. január 31.) magyar régész, múzeumalapító igazgató.

## Életpályája
Apja Csallány Lajos vasúti ellenőr, anyja Lehner Juliána háztartásbeli, felesége Csergő Kornélia. Elemi iskolai és gimnáziumi tanulmányait a monarchia váltakozó helyszínein folytatja, nyilván, ahogyan a családfenntartó munkahelyei változtak. Budapest, Bátaszék, Zágráb, Fiume, majd újra Budapest. Érettségi után Budapesten műszaki és elektrotechnikai tanfolyamot végez 1889-ben, majd elvégzi a Magyar Nemzeti Múzeumban a Múzeumok és Könyvtárak Országos Főfelügyelősége által szervezett első archeológiai és numizmatikai tanfolyamot és a néprajzi tanfolyamot is. 1890-től mint műszaki asszisztens az Adriai Tengerhajózási Társulat Matlekovics nevű hajóján féléves tengeri utat tett meg Dél-Amerikában.
Egy évtizedig (1893–1903) Szentesen a Körös-Tisza-Maros Ármentesítő és Belvízszabályozó Társulat napidíjas műszaki telefonfelügyelője, közben (1900-1901-ben) szerkesztette a Szentes c. lapot. 1903-1926-ban a szentesi Csongrád vármegyei Közkórház gondnoka.

## Munkássága

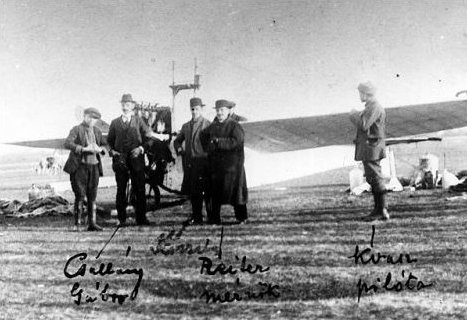
Kvasz Andrással és II. sz. repülőgépével

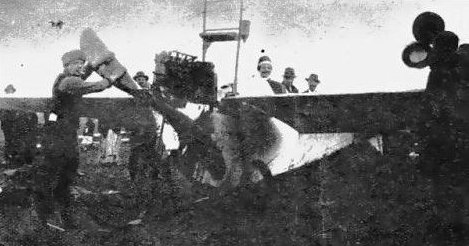
A pilótafülkében

Hivatásszerűen 1926-tól lépett be a muzeológus szakmába, közpénzen addig nem alkalmaztak múzeumigazgatót Szentesen, holott valójában múzeumalapítónak és igazgatónak tekintették 1897 óta. Az 1895-ben létesített Szentes-kunszentmártoni kövesút mentén értékes régészeti leleteket mentett meg, s itt és a Kökényzugban értékes Árpád-kori sírokat tárt fel. A Magyar Nemzeti Múzeumból Hampel József Csallány Gábort bízta meg azzal, hogy a Nemzeti Múzeum képviseletében foglalkozzon Szentes és vidéke régészeti leleteinek megmentésével. Már 1895-től megjelentek szakmai és közéleti cikkei. 1897-ben Szentesen az általa feltárt szarmata, gepida, avar sírleletekben gazdag gyűjteményével megalapozta a Csongrád Vármegyei Történeti és Régészeti Társulat és Múzeum működését.
Csallány Gábor érdeme elsősorban, hogy mind mennyiségileg, mind minőségileg egy hatalmas leletegyüttest hozott létre, 1913-ban a múzeum céljára megkapott ligeti neoklasszicista épületbe beköltöztek 12 ezer régészeti, 11 ezer numizmatikai, 5 ezer néprajzi, természettudományi és képzőművészeti tárggyal és egy négyezer kötetes könyvtárral. A II. világháborúig 125 ezer darab muzeális tárgyat gyűjtött be munkatársaival, köztük Zalotay Elemérrel. A Csongrád Vármegyei Múzeum alapító igazgatója 1926-1938-ban, majd 1935-1945-ben megbízott igazgatója. A múzeumot, (vagy például a Közkórházat is) előszeretettel adta át Szentes város vezetése megyei kezelésbe a kiadások miatt, így alakult ki az a helyzet, hogy akit a szentesi múzeum, később Koszta József Múzeum alapítójaként, majd igazgatójaként tisztelünk, valójában Csongrád vármegye alkalmazottja volt. Ez azonban csak formális kérdés, hiszen 1883-1950-ben Szentes volt a megyeszékhely.
Csallány Gábor a szentesi múzeumot alapította meg és teremtette meg annak hagyományait. Sok saját szülöttje nem tett annyit Szentes kulturális felemelkedésért, mint éppen a nem szentesi születésű, de Szentesen élő és alkotó régész és múzeumalapító. Annyira szerelmese volt Csallány a régészetnek, hogy egyik fiából Csallány Dezsőből is jeles régész lett, holott édesapja eredetileg jogásznak taníttatta.
Budapesten érte a halál, de Szentesen, a Kálvária temetőben helyezték örök nyugalomra.

## Szakmai írásaiból
- Az őskor régészeti szempontból és különösebb tekintettel Szentes és környékére (1899)[6]
- Attila székhelye és sirja Szentes határában – Dónáton : történeti följegyzések és ásatásai nyomán (1900)[7]
- Az ember származása és őshitvilága (1926)[8]
- Avarkori és IX-XIII. századi magyar leletek a szentesi múzeumban (1934)[9]
- Geschichtsdarstellungen auf Gefässen der Theisskultur (1939)[10]

## Társasági tagság
- Dugonics Társaság (1919–)
- Magyar Királyi Hadtörténeti Múzeum munkatárs (1923–)
- Szegedi Alföldkutató Bizottság (1928–)
- Nemzeti Egységpárt választmányi tagja (1938–)
- Magyar Élet Pártja közszervezet (1939–)

## Emlékezete

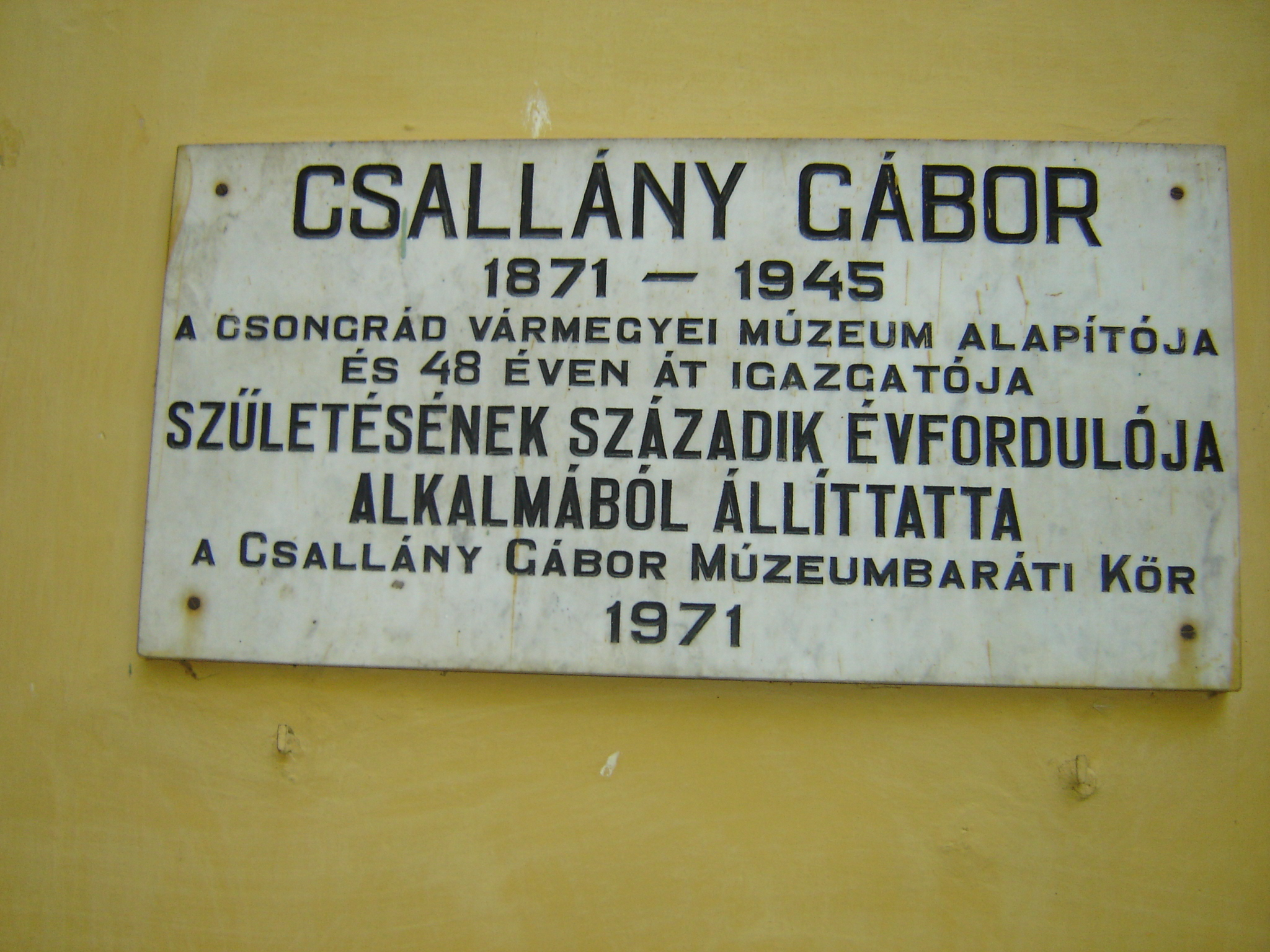
Csallány Gábor régész, múzeumigazgató emléktáblája

- Csallány Gábor tiszteletére megalakult a Csallány Gábor Múzeumbaráti Kör 1970[11]-ben, ezen baráti kör a múzeumalapító igazgató születésének 100. évfordulója alkalmából, 1971 májusában emléktáblát helyezett el a Koszta József Múzeum épület nyugati rizalitjának falán.[12][13]
- A szentesi Széchenyi-liget Kurca-parti sétánya Csallány Gábor nevét viseli[14]
- Csallány Gábor portréfestménye (olaj) a múzeumban található, Tokácsli Lajos szentesi festő alkotása
- Csallány Gábor sírja Szentesen, a Kálvária temetőben. A hamvakat a múzeumalapító nevét viselő Múzeumbaráti Kör első ténykedéseként hozatta haza Budapestről.